# Karangduak
Karangduak is een bestuurslaag in het regentschap Sumenep van de provincie Oost-Java, Indonesië. Karangduak telt 3995 inwoners (volkstelling 2010).